# Шлир (општина)
Шлир (њем. Schlier) општина је у њемачкој савезној држави Баден-Виртемберг. Једно је од 39 општинских средишта округа Равенсбург. Према процјени из 2010. у општини је живјело 3.717 становника. Посједује регионалну шифру (AGS) 8436069.

## Географски и демографски подаци
Шлир се налази у савезној држави Баден-Виртемберг у округу Равенсбург. Општина се налази на надморској висини од 596 метара. Површина општине износи 32,6 km². У самом мјесту је, према процјени из 2010. године, живјело 3.717 становника. Просјечна густина становништва износи 114 становника/km².

## Међународна сарадња
| Мјесто  | Држава   | Врста сарадње | Од    |
| ------- | -------- | ------------- | ----- |
| Матрано | Италија  | контакт       | 1988. |
| Маутерн | Аустрија | контакт       | 1989. |
| Извор   |          |               |       |